# Органічні речовини
Органі́чні речови́ни — речовини, що виникли прямо або непрямо з живої речовини або продуктів їхньої життєдіяльності; присутні в атмосфері, поверхневих і підземних водах, осадах, ґрунтах і гірських породах. Складаються із органічних сполук.

## Органічні речовини в корисних копалинах
Природні органічні речовини знаходяться в твердому (вугілля, сланці, тверді бітуми), рідкому (нафта, рідкі бітуми) і газоподібному (пароподібному) стані (газ і газоконденсат). Концентрація розсіяної органічної речовини в гірських породах зазвичай не перевищує 1–5 мас. %, концентрованої органічної речовини в каустобіолітах: у вугіллі 50–99 мас. %, вуглистих і горючих сланцях 20–50 мас. %; нафті й газоконденсатних скупченнях 5–8 мас. % (відносно маси породи-колектора). У гірських породах вміст органічної речовини становить (субкларки): в глинистих 0,9 %, алевритистих 0,45 %, карбонатних і піщаних породах 0,2 %; в атмосфері і гідросфері до 0,1 % органічної речовини.